# Kid Pex

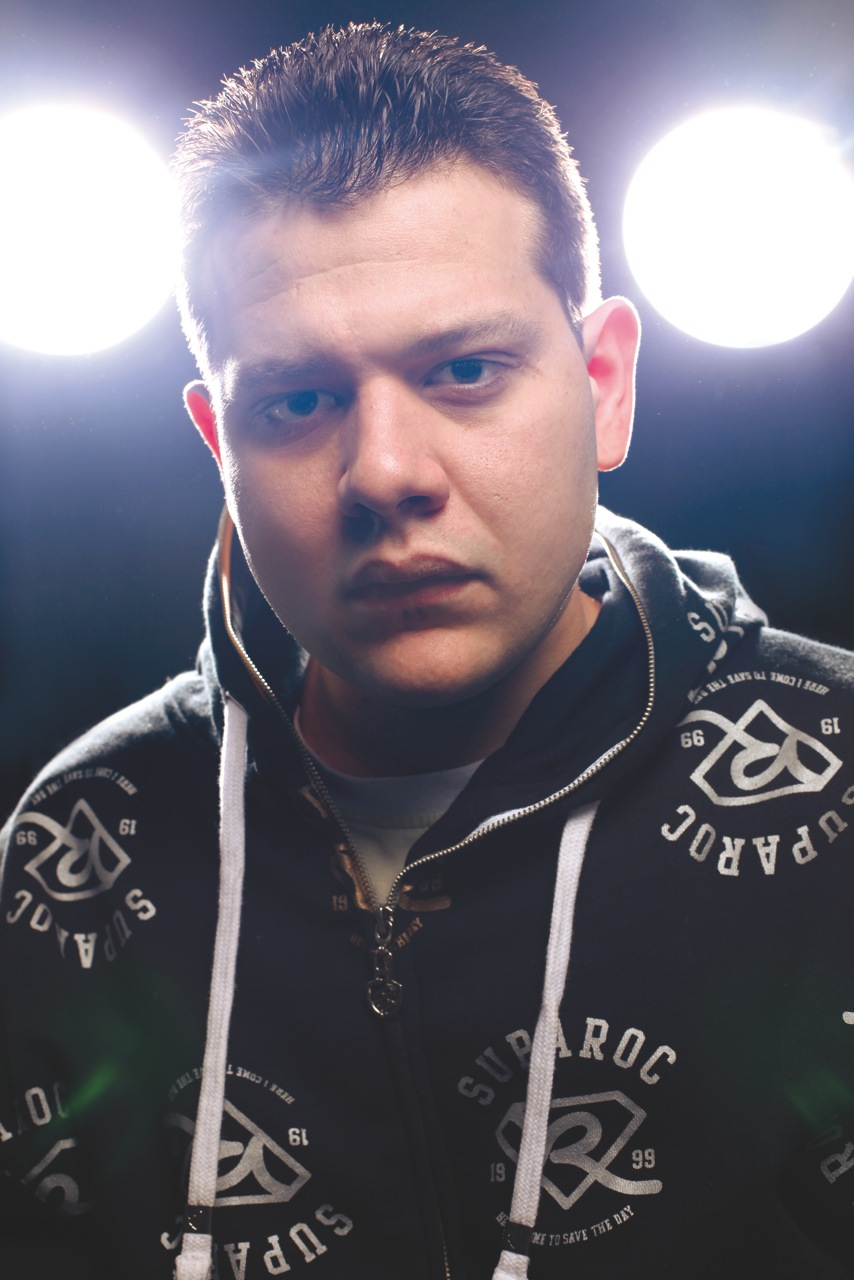
Kid Pex, Hip-Hop-Musiker aus Wien in Österreich

Kid Pex, auch Petar Rosandić, ist ein kroatisch-stämmiger österreichischer Hip-Hop-Musiker aus Wien, dessen zweites Album Bečko čudo / Wiener Wunder, die Albumcharts seines Heimatlandes erreichen konnte.

## Leben und Karriere
In der Öffentlichkeit tritt er oft als „Tschuschenrapper Österreichs“ auf, wobei er in der Hip-Hop-Szene auch unter dem Pseudonym „Tschuschenspitter vom Dienst“ bekannt ist. Anfang 2010 wurde er beim Hip-Hop-Label Deine Mutter Records als Künstler unter Vertrag genommen und veröffentlichte im Juni desselben Jahres das Album „Bečko čudo / Wiener Wunder“. Das Album sorgte schon im Vorfeld für Gesprächsstoff, da die Vorab-Single „Kako je u Beču“ (Wie es in Wien ist), auf der der serbische Rap-Superstar Juice als Feature gastierte, innerhalb kurzer Zeit hunderttausende Aufrufe auf YouTube erreichen konnte. Auf dem Album waren generell viele internationale Rap-Größen mit Gastbeiträgen vertreten, sowohl aus Österreich (zum Beispiel StvdB), der USA (Rasco, Cali Agents), Serbien (Juice) und Kroatien (Target, Tram 11).
Den Höhepunkt seiner Bekanntheit erlangte er mit dem überraschenden Chart-Einstieg des Albums „Bečko čudo“, worauf eine Welle großer Medienresonanz folgte (Profil, Biber, Falter, FM4, VOR-Magazin, uva.). Vor der Wahl zum Wiener Bürgermeister wurde er unter anderem auch in eine Gesprächsrunde vom Falter zum Thema Integration eingeladen. Im Februar 2011 wurde er in der Zeitschrift BUM, die sich vor allem an Migranten aus dem ehemaligen Jugoslawien in Österreich richtet, als „Gesicht des Monats“ vorgestellt, und er war auch auf der Titelseite des Magazins abgebildet.
Sein schauspielerisches Debüt gab er in dem österreichischen Film „Echte Wiener 2 – Die Deppat’n und die Gspritzt’n“, wo er einen Freund des rappenden Ur-Enkels von Mundl spielte. Im Film selbst ist er mit dem Titel „Plati mi piće (feat. Bloody MC)“ (Zahl mir ein Getränk) zu hören, der auch auf der offiziellen Soundtrack-CD zum Film erschienen ist.
Durch seine ständige Präsenz in der Hip-Hop-Szene sowie die große Medienresonanz, die er spätestens mit dem letzten Album auslöste, zählt man ihn heute zu den bekannteren Namen der österreichischen Hip-Hop-Szene. Seine zweisprachige Wien-Hymne „Dođi u Beč / Komm nach Wien“ mit dem österreichischen Rapper StvdB war eine der Gewinnernummern beim österreichischen Projekt Pop. Kid Pex war auch für den Austrian Newcomer Award 2011 nominiert.
Nach der Schließung des Labels Deine Mutter Records veröffentlichte er im April 2012 mit "Perestroika" seinen dritten und zugleich den sozialkritischsten Longplayer. 
Im Februar 2013 solidarisierte er sich gemeinsam mit dem bekannten Mundartrapper A.geh Wirklich? mit den protestierenden Flüchtlingen, die für einige Wochen die Wiener Votivkirche besetzt hielten. Mit dem Lied "Recht auf Leben", welches zur Hymne der protestierenden Flüchtlinge wurde und bei manchen Radiostationen auch Airplay bekam, trat er in Folge mit A.geh Wirklich? gemeinsam mehrmals bei Demonstrationen und Solidaritätskundgebungen auf. Mitte März 2013 organisierte er auch ein Hip-Hop Konzert, wobei die kompletten Einnahmen direkt an die Flüchtlinge gespendet wurden.
Seit 2021 ist er Obmann der NGO „SOS Balkanroute“, die sich vor allem für in Bosnien und Serbien an der EU-Außengrenze gestrandete Flüchtlinge einsetzt. 2023 wurde er mit dem Ferdinand-Berger-Preis des Dokumentationsarchivs des österreichischen Widerstandes (DÖW) ausgezeichnet.
Im Mai 2023 reichte das International Centre for Migration Policy Development am Handelsgericht Wien eine Klage wegen kreditschädigender Äußerungen gegen Kid Pex und die Organisation SOS Balkanroute ein. Hintergrund ist eine von der ICMPD im Flüchtlingslager Lipa in Bosnien und Herzegowina eingerichtete Internierungsanstalt, die Rosandić als „Guantanamo“ bezeichnete. Maria Windhager, die Anwältin, die die NGO und Rosandić in der Rechtssache vertrat, ortete darin eine SLAPP-Klage. Rosandić bezeichnete die Klage in einer Aussendung als „politische[n] Einschüchterungsversuch, wie man diese sonst aus Ungarn, Russland oder Serbien kennt“. Nach Verhandlung im Juli 2023 wurde die Klage vom Handelsgericht in Wien abgewiesen.

## Kontroversen
Nachdem Kid Pex im November 2018 zusammen mit dem Rapper Kroko Jack die Single So viel Polizei veröffentlicht hatte, erstattete Andreas Gabalier im Februar 2019 gegen beide Anzeige wegen gefährlicher Drohung (§ 107 StGB). Das Werk enthält die von Kroko Jack gesungenen Verse „Ich würde den Andi Gabalier nicht an die Wand stellen lassen / Aber sind wir uns ehrlich, eigentlich gehört er ersch–“; im dazugehörigen Video deutet Kroko Jack mit den Fingern eine Pistole an und hält sie auf einen Komparsen, der eine Maske mit dem Gesicht von Gabalier trägt. Das Ermittlungsverfahren wurde jedoch einen Monat später nach Prüfung durch die Staatsanwaltschaft wegen fehlenden Anfangsverdachtes eingestellt.

## Diskografie
Alben

| Jahr | Titel Musiklabel                                | Höchstplatzierung, Gesamtwochen, AuszeichnungChartplatzierungen (Jahr, Titel, Musiklabel, Platzierungen, Wochen, Auszeichnungen, Anmerkungen) | Höchstplatzierung, Gesamtwochen, AuszeichnungChartplatzierungen (Jahr, Titel, Musiklabel, Platzierungen, Wochen, Auszeichnungen, Anmerkungen) | Höchstplatzierung, Gesamtwochen, AuszeichnungChartplatzierungen (Jahr, Titel, Musiklabel, Platzierungen, Wochen, Auszeichnungen, Anmerkungen) | Anmerkungen          |
| Jahr | Titel Musiklabel                                | DE | AT | CH | Anmerkungen          |
| ---- | ----------------------------------------------- | --- | --- | --- | -------------------- |
| 2010 | Bečko čudo / Wiener Wunder Deine Mutter Records | — | AT54 (1 Wo.)AT | — | Deine Mutter Records |

- 2009: Gastarbeiterlife (Ill Eagle Records)
- 2012: Perestroika (März Records)
- 2014: Bečka škola (IDJTunes)

EPs
- 2018: Kodeks (mit Freshmaker, IDJTunes)

Singles
- 2016: Keep It Jugo Do It Svabo
- 2016: Norbert Hofer (feat. Topoke)
- 2017: Antifašista
- 2017: Kim Bull Diddy (mit Disorder)
- 2017: Rot-Weiß-Rote Schwestern
- 2017: Und Punkt
- 2018: So viel Polizei (mit Kroko Jack)
- 2019: Wir fliegen nach Ibiza (Ibizagate Anthem)
- 2019: Hulapolizei
- 2020: Wien Oida (mit Gazal)
- 2021: Cake (mit Steffko & Kathi Power)
- 2021: Nazis (mit Bernhard Rabitsch, Fuchs MC & Def Ill)